# مرتزقة من أجل العدالة (فلم)
مرتزقة من أجل العدالة (بالإنجليزية: Mercenary for Justice)، هُو فيلم أكشن أروبي جنوب أفريقي أمريكي صدر سنة 2006 وأخرجه Don E. FauntLeRoy. الفيلم من بطولة ستيفن سيغال ولوك غوس وجاكلين لورد وروجر سميث ‏. صدر الفيلم لأول مرة في 18 أبريل 2006. صُورت أغلب مشاهد الفيلم في مدينة كيب تاون في جنوب أفريقيا.

## وصلات خارجية
- مرتزقة من أجل العدالة  في قاعدة بيانات الأفلام على الإنترنت (بالإنجليزية)
- من أجل العدالة (فلم)/ مرتزقة من أجل العدالة (فلم) في روتن توميتوز.